# Hide
hide（1964年12月13日—1998年5月2日），本名松本秀人，是一位日本的搖滾／重金屬音樂家、吉他手、歌手、詞曲作家及音樂製作人。從1987年到1997年間，他以擔任日本金屬／搖滾樂團X JAPAN的吉他手最為著名，藝名為HIDE。1989年以X的成員身分，參加發行專輯《BLUE BLOOD》而正式出道。他先提出了視覺系一詞，故被認為是視覺系風潮中的先驅。
自1993年以後，他用藝名「hide」展開個人的音樂活動。1996年成立「LEMONed」唱片公司。1997年X JAPAN解散後，組成hide with Spread Beaver及Zilch兩支樂團繼續活動。1998年5月2日酒後驟逝。hide被視為是日本青年反抗國家社會體制的榜樣。美國《告示牌》雜誌稱他的死亡是「一個時代的結束」。日本音樂評論家市川哲史也稱「視覺系因hide崛起，也因hide逝世而衰退」。2007年X JAPAN重組，樂團仍保留他的成員位置，用來紀念。

## 生平

### 1964 - 1987年：出生、家庭與搖滾樂
1964年12月13日，hide出生在日本神奈川縣橫須賀市的聖約瑟夫醫院，父親經營和食店(以前是汽車業務)，賣傳統日式糕點；奶奶則是橫須賀美國艦隊基地的美容師（橫須賀港是日本最大的軍港）。1974年8月6日到21日，父母將hide送到美國洛杉磯留學。十五歲就讀橫須賀市立常葉中學時，透過接吻樂團的專輯《Alive!》開始接觸搖滾樂。同年，hide奶奶送他一把Gibson Les Paul Deluxe電吉他作為生日禮物。
1980年3月11日中學畢業，然後進入逗子開成高等學校就讀。他在校參加的社團活動是銅管樂團，但很快就退出，因為想要吹小號的他被分配到單簧管。之後，他專注於吉他彈奏。並於1981年成立了劍齒虎（Saber Tiger）樂團，擔任團長。樂團的表演風格相當大膽前衛，例如會在演出時放火、灑血，以及向觀眾扔擲生肉、動物內臟等物。一年後，他們開始在橫須賀演出，例如Rock City。
1983年4月高中畢業，他到六本木新城的山野美容專門學校，學習美容與時裝專業。1985年通過國家考試，取得美容師專業證照。1985年7月，劍齒虎發行迷你專輯，收錄〈Double Cross〉和〈Gold Digger〉兩首歌曲。在有一次演出後，認識了X的團長YOSHIKI。11月，劍齒虎為合輯《HEAVY METAL FORCE III》貢獻了一首〈Vampire〉，X和Jewel也參與了該合輯。許多年後，Jewel的吉他手Kiyoshi將會加入hide的獨奏樂團。
1986年，為避免與札幌市的同名樂團混淆，樂團改名為橫須賀劍齒虎（Saver Tiger）。之後參與合輯《Devil Must Be Driven out with Devil》，貢獻了〈Dead Angle〉和〈Emergency Express〉兩首歌曲。他們繼續在夜總會和展演空間表演，如目黒鹿鳴館。1987年1月28日，劍齒虎在活動將近六年時，由於成員的問題太多，hide決定解散樂團（主唱Kyo和鼓手Tetsu後來加入了D'erlanger）。他打算回橫須賀的老家，像奶奶一樣，一生以美容師為職。此時，YOSHIKI邀請他加入X。

### 1987 - 1997年：X JAPAN
1987年2月，hide正式加入X（1992年團名改為X JAPAN），擔任吉他手，並偶爾負責作曲，如〈Celebration〉、〈Joker〉和〈Scars〉。透過YOSHIKI自行成立的唱片公司Extasy唱片，X於1988年4月14日在地下音樂界發行首張錄音室專輯《Vanishing Vision》，初回版在七天內就售出一萬張，震撼了日本唱片市場，他們成為日本第一個在獨立音樂（地下音樂）圈內取得主流唱片市場商業成功的樂團。日後也被公認為是視覺系的開拓者之一。
1989年4月21日，X發行第二張、也是與CBS/Sony簽約後的出道專輯《BLUE BLOOD》，登上Oricon公信榜第6名。1990年，他們獲得第四屆日本金唱片大獎的「年度最佳新人大獎」。1990年，在日本視覺系雜誌《SHOXX》創刊前，後來的創辦社長星子誠一約訪hide，請他介紹X這類樂團的音樂風格。hide建議星子先生使用「視覺系」（Visual系）來代表他們這種新類型的樂團，hide的提議一直沿用至今。
1991年7月1日，發行第三張專輯《Jealousy》，登上Oricon公信榜第1名，當時銷售量超過111萬張，它後來獲得日本唱片協會的白金唱片認證。1993年8月，發行第四張專輯《ART OF LIFE》，依舊是Oricon公信榜第1名。
之後，樂團活動減少，成員各自展開個人音樂事業。此後，樂團的視覺美學也改變，除了hide仍保持狂野繽紛的服裝和五顏六色的髮型，並使紅髮成為他的個人象徵。1996年11月4日，發行第五張專輯《DAHLIA》，連續第三次登上Oricon公信榜第1名。1997年9月22日，X JAPAN在日本《讀賣新聞》上刊登全幅廣告發表解散通知。同日召開記者會，宣布解散，舉國譁然。為了給予樂迷交代，hide遊說了其他成員，在同年12月31日於東京巨蛋舉行「THE LAST LIVE〜最後の夜〜」告別演唱會，演出後以最後一次參加第48屆NHK紅白歌合戰作為謝幕。

### 1993 - 1998年：個人音樂事業
1993年1月，hide與月之海成員INORAN、J組成樂團「MxAxSxS」，並錄製了歌曲〈FROZEN BUG〉，該曲收錄在合輯《DANCE 2 NOISE 004》中。8月5日，首次發行個人單曲〈EYES LOVE YOU〉及〈50％ & 50％〉。他還與ZI:KILL成員Tusk演出了藝術電影《Seth et Holth》。1994年，發行首張個人創作專輯《HIDE YOUR FACE》，登上Oricon公信榜第9名。除了所有的人聲和歌曲，他也在一些曲目中演奏大部分的吉他和貝斯。該專輯的音樂風格與X JAPAN的速度金屬、抒情搖滾和澎湃情歌不同，更傾向於另類搖滾。為了舉行宣傳新專輯的巡迴演出，聘用並組織了一支現場演奏樂團，該樂團日後將成為他主要的個人音樂事業項目，名為「hide with Spread Beaver」。
1996年，hide成立了自己的唱片公司「LEMONed」，並製作了另類搖滾樂團ZEPPET STORE的專輯。此前hide也向YOSHIKI介紹他欣賞的樂團，簽入Extasy唱片旗下，包括ZI:KILL、月之海和GLAY。9月2日，發行第二張個人創作專輯《PSYENCE》，登上Oricon公信榜第1名，並舉辦了巡演。同時，他還在美國加州成立了工業搖滾樂團Zilch，成員除了「hide with Spread Beaver」的音訊工程師兼打擊樂手I.N.A外，也包括英國和美國籍的音樂人喬伊·卡斯蒂洛、保羅·雷溫（殺戮玩笑前貝斯手）和雷·麥克維。
X JAPAN於1997年夏天決定解散後，hide與「hide with Spread Beaver」展開活動，其六位演奏樂手都成為他的正式成員。8月26日晚上，hide集合「LEMONed」旗下所有藝人，在四個不同地點同時舉行「MIX LEMONeD JELLY」音樂節，並透過網路直播。在夏日音速音樂節和富士搖滾音樂祭都尚未出現的時代，此音樂節成為創舉。
1997年12月31日，X JAPAN告別演出正式解散。1998年1月1日，「hide with Spread Beaver」在《朝日新聞》以及各大報紙刊登全幅廣告：『hide出發…1998』，並公布他一整年的密集行程（包括Zilch與hide with Spread Beaver的各項音樂活動、製作與合作計畫、巡迴演唱會）。1月28日，發行單曲〈ROCKET DIVE〉送給X JAPAN的樂迷。2月1日，hide飛往美國洛杉磯，進行長達三個月的閉關錄音創作。4月，成立自己的歌迷俱樂部「JETS」。4月10日，由hide主持的廣播節目「All Night Nippon R」首播。4月29日，他回到日本進行新單曲〈PINK SPIDER〉和〈ever free〉的宣傳製作與發行。5月1日晚上，與「hide with Spread Beaver」成員及工作人員們通宵飲酒，談論音樂計劃。凌晨聚會結束後，身兼經紀人的弟弟松本裕士開車送hide回東京都港區南麻布的公寓樓下後離去，而hide獨自上樓。

### 死亡與葬禮
1998年5月2日上午7點30分左右，hide的同居女友（另一說法是未婚妻，因傳聞葬禮時她是坐在家屬席的）結束電視台主持節目的工作後返家，發現hide倒在浴室門口昏迷不醒，脖子被毛巾吊在門把上奄奄一息。緊急送往廣尾日本紅十字會醫療中心時已經是瀕死狀態，經院方搶救後宣告不治。上午8點52分，hide因呼吸困難引發窒息性死亡，年仅33歲。
當天負責的麻布警察局在一天內即以自殺結案。日本媒體也迅速以「hide上吊自殺」進行全國報導。在一個星期內，有五位青年樂迷自殺，其中三位死亡。5月7日，告別式於東京都中央區的築地本願寺舉行，警方公布當天有五萬兩千多人聚集送殯，隊伍綿延兩公里長。街道被迫封鎖，而且大部分群眾都是情绪失控的狀態，警方出動海陸空器具、270名警員維持秩序。以下是YOSHIKI的追悼發言：
| “ | 這次突然聽到他的死訊，我非常震驚，到現在感覺上都還是無法相信。現在hide以非常美麗的容顏睡著了，雖然不斷的想要把他叫起來 ，但是他一直睡著....... hide在X JAPAN也是可以最冷靜的考慮各種事情的人，對於身為團長卻急性子又衝動的我，常常都可以給我確實的有幫助的建議。當然他在各式各樣的壓力之中他也是會有他自己迷惘的時候，但是他都會打電話給我。不論是關於樂團的事，或是人生的事，或是歌迷的事，什麼事都可以彼此討論。有時候像哥哥一般，有時候又像弟弟一樣。又，歌迷說的話和感覺，一直都是他向我轉達。無法很詳盡的用言語描述，但是他真的是一個很理性很冷靜思考的人。偶爾在喝酒的時候會互相吵架，但是第二天，他一定會跑來說『YOSHIKI，昨天我做了什麼啊？抱歉啦，我什麼都不記得了。』這類的話。但是這次他什麼都沒說，就這樣永遠睡著了。歌迷也是、他的朋友也是、大家都覺得很混亂。但是，我自己也沒辦法用言語描述這種悲傷的心情。我們在這種狀況之下，也只得不得不努力的接受現實。以他的父母為首，他的家人、他的朋友、現在大家都很努力（的活著），X JAPAN的成員們也非常努力。所以，也請歌迷們要好好努力，對於一直支持我們、鼓勵我們的hide，現在在我們和所有的歌迷的力量之下好好的送他走吧！請以溫暖的心守護著他的長眠。 | ” |

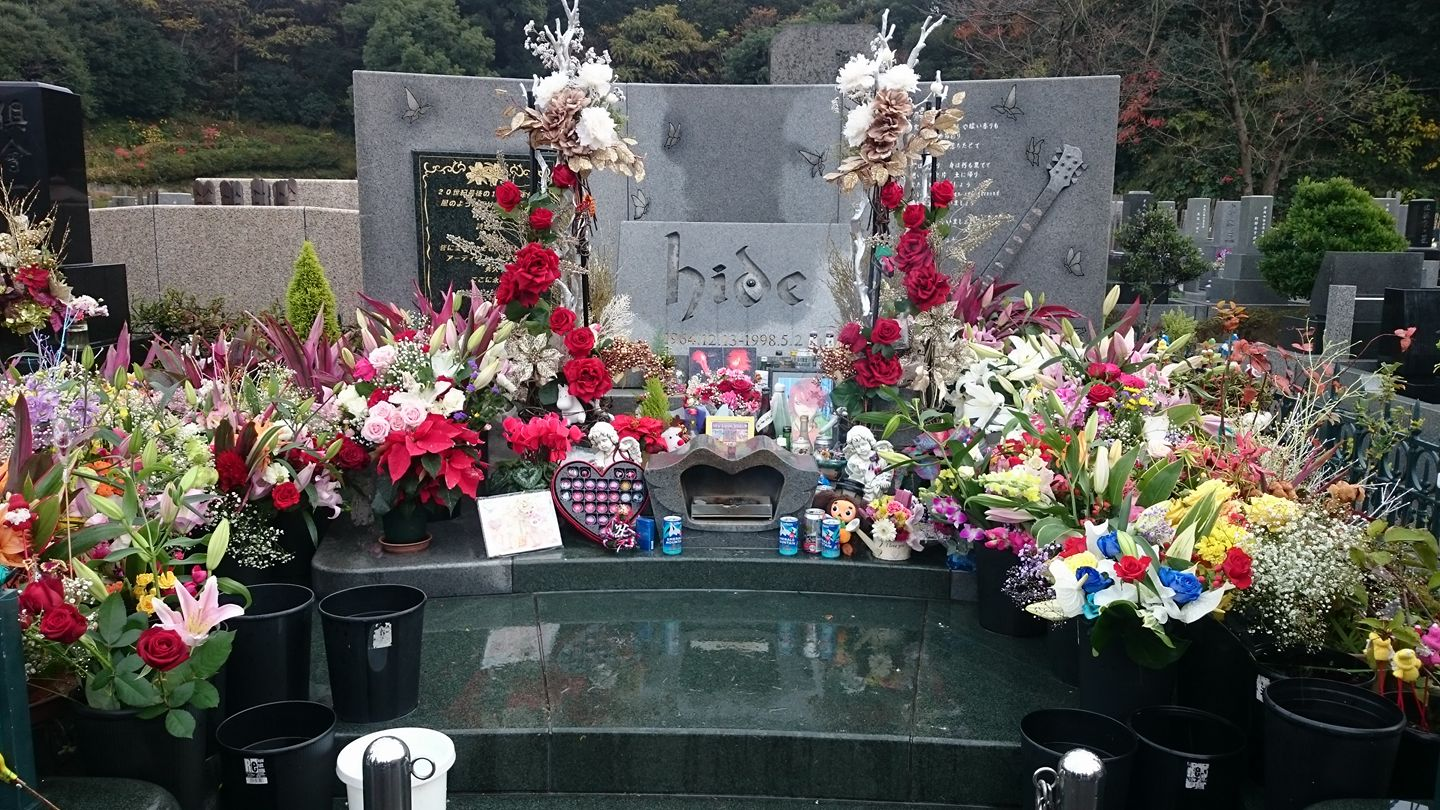
位於三浦靈園的hide之墓，從入口進去大約三分鐘就可以抵達。左側刻有hide母親寫的墓誌銘：「在二十世紀最後的90年代，如風一般疾駛而過，愛著音樂、愛著詩歌、愛著人們，也成為人們所愛著的、溫柔的藝術家，我深愛的孩子 秀人 永眠於此。」

由於這是日本演藝圈史上最高的送殯人數，成為重大新聞。因場面混亂，現場有197人情緒激動及曝曬過久而脫水暈倒，在急救帳篷接受治療，56人因不同的原因必須送往醫院，15人需要住院。另有2位從大阪駕車前來送殯的樂迷，在途中遇上車禍而身亡。告別式後，陸續發生多件樂迷自殺案件，成為巨大的社會現象。CNN和其他電視頻道都報導了hide的死訊和葬禮。火化後，hide的骨灰被葬在神奈川縣三浦市三浦靈園（第三區二列十一番）。
5月13日，hide的遺作〈PINK SPIDER〉發行，登上Oricon公信榜第1名，獲日本唱片協會的百萬唱片認證，這首單曲稍後也獲得了MTV音樂錄影帶獎國際觀眾評選最佳錄影帶和第十三屆日本金唱片大獎的「年度最佳歌曲大獎」。5月27日，另一首遺作〈ever free〉發行，登上Oricon公信榜第1名，獲日本唱片協會的3×白金唱片認證。而之前發行的單曲〈ROCKET DIVE〉也出現大量購買潮。美國記者尼爾·施特勞斯評論說：「在短短幾個星期，整個日本的流行文化都在向hide致哀，搶購他的作品」。
同時，幾位hide的朋友與共事者表示，他們認為窒息死亡是一個意外，其中包括X JAPAN的團長YOSHIKI及前任貝斯手TAIJI，以及hide的弟弟和母親。也由於沒有遺書，他們的說法得到輿論支持。TAIJI在他的自傳中以職業常識進行了分析：「大部分的樂手背琴（吉他）時，肩膀都會僵硬，脖子也會很痛，所以會去按摩，拉住頸部作矯正。hide也是這樣子，在門把上把毛巾打結掛在脖子上，結果就死掉了。而且因爲喝醉了，才會這樣睡著了導致死亡吧！」。而YOSHIKI也會在巡迴演出時，使用毛巾來緩解肩膀疼痛，他們一致認為hide酒後獨自實行這項技術，在醉酒的狀態下睡著才導致意外發生。
Zilch貝斯手保羅·雷溫表示：「我在他去世前幾天見到他，完全沒有任何的異狀」。但有評論指出，hide製作的第三張個人創作專輯《Ja,Zoo》錄製時間非常緊密，使他壓力過大，並宣稱在他逝世前只有三首歌完成。然而，松本裕士在2010年的書中說，當時已經完成六首歌了，他的說法因I.N.A獲得證實。

### 過世之後

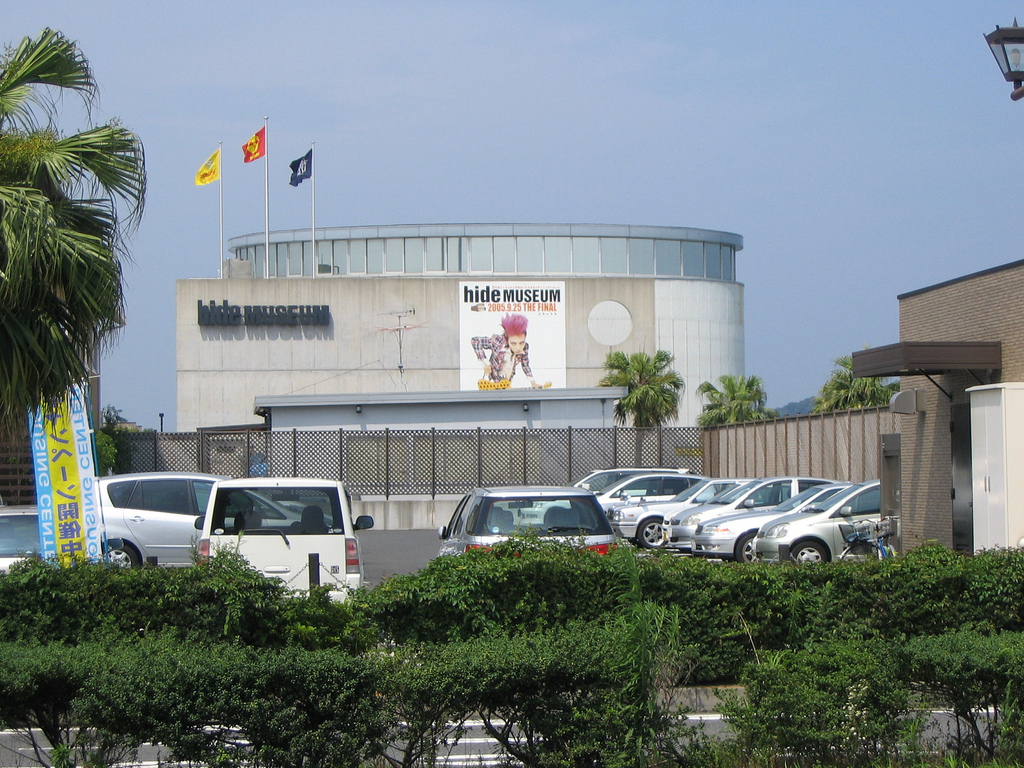
位於橫須賀市的博物館「hide museum」，現已拆除。

1998年7月23日，Zilch發行首張專輯《3・2・1》，登上Oricon公信榜第2名。該樂團將持續活動到2002年，他們一直沒有在美國取得主流市場的成功，有一首歌曲被動畫電影《重金屬兩千》選做配樂。同年11月21日，hide的第三張個人創作專輯《Ja,Zoo》發行，也登上了Oricon公信榜第2名，並在第二年年底銷售了超過一百萬張。同年10月到11月間，「hide with Spread Beaver」舉行了「1998 Tribal Ja, Zoo Tour」巡演，現場實況於2005年發行為DVD。
1999年5月1日，在hide逝世屆滿一周年時，波麗佳音發行了一張紀念專輯《hide TRIBUTE SPIRITS》，參與翻唱錄製的樂團包括花火師、月之海、GLAY、ZEPPET STORE、Oblivion Dust、SIAM SHADE、the Underneath以及音樂人布袋寅泰、小山田圭吾、YOSHIKI、PATA、HEATH、I.N.A、清春等。
2000年7月20日，一座紀念hide的博物館「hide museum」在他的家鄉橫須賀市開業。根據《日本時報》報導，博物館建地是由當時擔任日本首相的小泉純一郎捐出，他是X JAPAN的著名樂迷之一，並且和hide是同鄉。「hide museum」是他向市民作出呼籲，募集資金建立而成。博物館在2005年9月25日關閉，五年內估計有四十萬人參觀。
X JAPAN在2007年重組，並錄製了一首新歌〈I.V.〉，該曲加入了hide生前錄下的電吉他音源。2008年3月28日，X JAPAN於東京巨蛋展開為期三天的「X JAPAN 攻擊再開 2008 I.V. ～破滅に向かって～」盛大復活演唱會，在演奏〈ART OF LIFE〉時，舞台上運用昂貴的全像投影裝置，讓hide的演奏在世人面前重現（採樣素材源自1993年在東京巨蛋的錄影）。X JAPAN仍然保留hide的成員身分，他們在重組以後的每一場演唱會上都會用開場英文介紹祂。hide生前跟yoshiki建議用〈amethyst〉當背景樂。

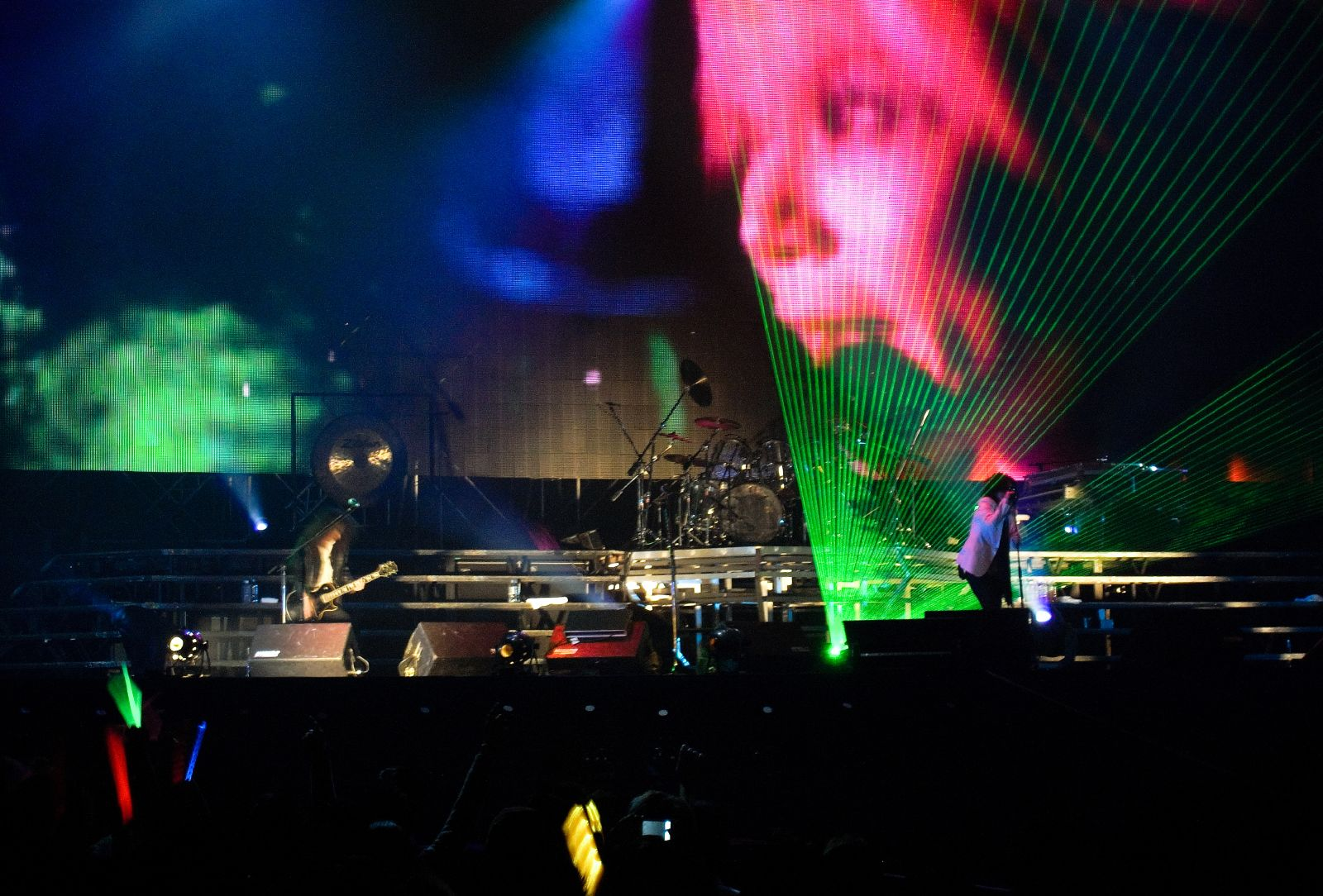
2009年1月16日，X JAPAN在香港舉行演唱會，螢幕是hide生前演出的影像

早在2007年7月8日，YOSHIKI就曾宣布將與幾位音樂人聚首開會，討論2008年舉辦hide逝世十周年的紀念音樂會。在2008年5月3至4日，YOSHIKI在東京體育場舉行了兩天的「Hide memorial summit」，參與演出的樂團包括X JAPAN、月之海、Dir en grey、D'espairsRay、凡爾賽宮、MUCC、Phantasmagoria、RIZE、西川貴教等。hide with Spread Beaver也登台表演，並播出了錄音室和現場實況錄下的hide珍貴音源，主辦方估計有十萬人參加這場紀念會。
與許多其他已故音樂人一樣，hide生前的創作持續重新發行，例如重新混音、編輯和以前從未發行的部分。2010年，東京築地本願寺舉辦hide十三回忌法會及紀念活動「hide★The 13th Memorial～Our Pink Spider～」，估計有三萬五千人到現場參加。2010年8月，hide的管理公司「HEADWAX」（社長為松本裕士）向YOSHIKI所屬的經紀公司「JMA」提告，要求X JAPAN禁止使用HIDE的肖像，因為沒有經過簽約授權。該訴訟聲明兩家公司曾於2000年簽署了一項協議，允許YOSHIKI和X JAPAN在演唱會上使用hide的肖像。然而合約現已到期，2010年8月，X JAPAN於日產體育場的演唱會上已屬非經授權的使用。
2011年3月8日，一部以hide的音樂為主題的搖滾音樂劇「PINK SPIDER」首次亮相，以祂生前的單曲名稱命名。演出陣容包括南澤奈央和高橋瞳，劇情描述一位喜歡搖滾樂的女孩，在現實和虛幻世界之間奮鬥的故事。其他演員包括defspiral成員Taka和月之海成員J。該音樂劇於3月8日到27日在東京演出，之後巡迴到福岡市、神戶市、名古屋市、新潟市、仙台市和札幌市。3月2日發行了音樂劇原聲帶《“Musical Number”〜ROCKミュージカル ピンクスパイダー〜》。
2012年底宣布，為了慶祝hide於2013年將邁入單飛二十周年，並在2014年慶祝五十歲誕辰，將舉行「hide ROCKET DIVE 2013~2014 ～20th solo works & 50th of birth anniversary～」紀念活動計畫。活動內容包括演唱會影片播映，以及關閉八年之久的博物館「hide museum」將會重新開張。2013年7月3日，發行了兩張紀念專輯，包含二十五首曲目，參與翻唱的包括Heidi.、Sadie、摩天樓劇場和SCREW。8月28日發行了另外兩張紀念專輯，第一張專輯是以古典音樂型式改編的歌曲，由I.N.A重新製作。12月18日，再發行兩張紀念專輯，參與翻唱的包括倖田來未、D'erlanger、筋肉少女帶和分島花音。
2013年3月，「HEADWAX」宣布，有不明人士使用鋒利物品故意刮傷了hide位在三浦靈園的墓碑，該公司在官網上貼出公告：「非常感謝一直支持hide的大家，每天都會有很多人來為hide掃墓。但是最近發生有人故意損傷hide墓碑的事件，目前正在進行調查。另外，有些人士在墓碑周圍大聲喧嘩、往墓碑上倒酒，甚至帶走墓地擺放的物品。很遺憾，因為一些人士違反規則，因此出現這份公告。如果再出現類似情況，將會禁止開放各位掃墓。為了讓所有人都能安心的掃墓，懇請大家多多配合」。
2013年夏天，舉行了「hide museum」的紀念巡迴展，6月27日至7月28日間在御台場、 8月7日至9日8日間在日本環球影城。2013年10月12日起，紀錄片《hide ALIVE THE MOVIE –hide Indian Summer Special Limited Edition》於日本全國的電影院上映，該片是取材自1996年9月8日hide自行製作的戶外活動「LEMONed presents hide Indian Summer Special」（地點是千葉海洋球場）、未曾公開的hide演唱會影像（全13曲）以及其他珍貴影像。另外也推出限量版，但附贈「首度收錄全曲目˙演唱會音源CD˙hide的原創設計門票」特別贈品的特殊票種，該專輯完全沒有在唱片行等通路單獨販售。
2016年10月14至16日，由YOSHIKI發起籌辦的視覺系音樂節「VISUAL JAPAN SUMMIT 2016」在幕張展覽館舉行，召集了近六十組視覺系樂團共襄盛舉，包括X JAPAN、月之海、GLAY、清春、MUCC、金爆、己龍，以及接吻樂團的貝斯手吉恩·西蒙斯等，「hide with Spread Beaver」也登台演出，吸引超過十萬名樂迷參與。
2018年，Hide逝世20 周年，日本方面推出紀念電影《hide：來春之約》，回顧他的過去及X Japan象徵視覺系搖滾的年代。

## 死因釋疑
- 據事後諸多訪談與相關著作，hide的朋友、唱片公司、母親與家人都否認自殺的說法，一致認為是意外事件[6]。包括X Japan的前任貝斯手TAIJI在自傳中為hide神秘的死因做了合理解釋[92][93]，身為熟悉hide職業的樂手以及多年好友，TAIJI的說法受到許多輿論支持。YOSHIKI也曾表示：「hide不是按照他自己的意志離開的，我相信hide是死於意外....」[94][95]。松本裕士也曾在公開場合中說：「hide是想像運動員那樣，替自己的脖子和肩膀復健，但是因為醉得太厲害了，就那樣去了另一個世界。他不是自殺，是突發的意外死亡。」

- 松本裕士所著作的回憶錄中也有記述，hide喜歡用比較重的吉他，而他為顧及整體視覺造型，所使用的吉它背帶比普通的還要細，導致肩膀負擔沉重，白天經常喝酒來麻痺疼痛感，但晚上經常痛到無法入睡。而松本裕士也回憶，當他替hide按摩時，他的肩膀非常窄瘦，肌肉卻很僵硬，骨骼甚至會發出聲音，顯示長期背負吉他的傷害非常嚴重，所以hide會做復健運動[43]。這也更加印證TAIJI的說法。

- 回憶錄中，松本裕士也證實了當天負責的麻布警察局沒有詳細調查。因被毛巾吊著脖子而窒息，死因也是「因為呼吸困難引發窒息性死亡」，在現場沒有遺書的情況下[96]，否定家屬認為的意外說法，並擺出趕時間的樣子，且警方是用「半強迫」的方式催促、慫恿家屬同意hide自殺，否則就無法結案。而收到消息的日本媒體也以聳動標題「hide上吊自殺」大肆報導，從此成為官方說法[43]。但毛巾這類物品，當作自殺工具的案例十分稀少，並且是掛在門把如此低的地方，也不合乎邏輯。

- 事發送醫後，院方在hide的遺體中檢驗出高濃度的酒精反應，顯示hide的確是在爛醉的情況下發生事故[96]。另外，hide患有嚴重散光，夜間視力差。當天hide一人回家準備復健時天還未亮，因此可能在浴室看不清楚而滑倒。推論hide當時在嚴重酒醉、沒有旁人協助的情況下復健、滑倒，最終無力掙脫毛巾而窒息。

- 據友人採訪回憶與論述，hide是名活潑、性喜熱鬧的人[43]。日本企業家星子誠一（日语：星子誠一）回憶道：「只要有hide在的聚會都非常歡樂，整個場合非常有活力。如果發現有心事的、不開心的人，hide就會馬上過去跟他說話聊天，是一位非常溫柔細心的藝人」。他的音樂作品中，包含許多積極意味。而他深知自己對歌迷的影響力，X JAPAN解散的THE LAST LIVE結束後不久，就立即推出新單曲。據他本人所言：「要引開大家對解散的注意力，讓樂迷有新的寄託」、「X已經解散了，我現在要做的是，在樂迷還來不及感覺到悲傷的時候把他們向前推出去」[97]。1995年，hide認識罹患絕症的年幼歌迷貴志真由子後，便持續透過書信及電話鼓勵她努力求生，最終貴志真由子活到2009年。hide也強調過多次：「樂手不能讓在他們身上寄托夢想的FANS失望」[97]。

- 1998年1月份起，hide已公布他的年度密集行程，如Zilch、Spread Beaver的公演，新專輯與新單曲的製作，以及外國樂團與音樂人合作計劃、新款hide吉他設計案、多場巡迴演唱會。1998年4月中，曾向母親開心的表示，親自完成了事務所的設計[97]。據經紀人轉述，hide在發生事故的前一陣子都天天說著：「能拿出來的東西就要讓它秀出來！！」。

- 1997年X JAPAN解散時，hide和YOSHIKI等人約定在2000年將X JAPAN復活，也說好要分頭找新主唱、累積曲子。解散後他仍為了樂團復活計劃努力，YOSHIKI曾表示：「感到失意無助的時候，總是因為hide的一句話而又振作起來」。另外，hide寫了〈ROCKET DIVE〉送給X JAPAN的歌迷，歌詞寫著：「從一無所有到擁有一切，肆無忌憚，只要是你嚮往的地方，放心地去吧。出類拔萃的火箭，發射啦！趁它還沒到生鏽的時候，無論多少次失敗，也要發射！」另外，引述hide於X JAPAN解散之時，他在個人官網上的留言：「世上有許多無法達成的事……儘管如此，也仍有努力一試的價值吧。不是嗎？我們仍然腳踏著同一塊大地、呼吸著同樣的氧氣。並且，仍然不變地追求著各自的人生。誰也不知道未來會發生什麼事，也有可能什麼事都不會發生。但是，我要朝著有無限可能的方向前進……[97]」。

- 當時hide還有許多未錄製完成的單曲、專輯，很多對他相當重要的事還未完成，松本裕士曾經說：「hide想做的事情就像天上的星星一樣的多」、「hide要做的事情一件接著一件，一天24小時也是不夠的」[43]。hide也曾經表示：「1998年是屬於我的年！」[97]。

- 自1998年3月起，hide就透過網路及專訪持續向樂迷報告新單曲進度，也多次預告發行日期，要求眾多樂迷期待他的新作。1998年4月29日，hide結束他在洛杉磯連續三個月的閉關錄音，回到日本進行兩支新單曲的宣傳製作以及發行[97]。另外在事故發生前數小時，hide正與「hide with Spread Beaver」成員及工作人員們通宵飲酒，當事人回憶說：「當晚正愉快的大談發行單曲之後的音樂計劃」[45][43]。

- 另一原因，hide是視覺系先驅，他率先發表「視覺系」這個名詞[6]。在其職業生涯中，也一直領導著日本視覺系搖滾的潮流。而他同時是個追求完美主義的藝術家[98]。據關係者回憶，hide在錄音前會數十遍數百遍的試錄音，然後檢查普通人聽不出差別的細小地方。只要能夠再好，他也會反覆的重新錄音。hide曾在錄音室說：「如果能夠好一丁點，即使再錄七、八百遍我也要重新唱」[43]。以此可窺見他要求完美的程度。而hide終其一生的外型打扮都十分鮮豔華麗，無論出席任何場合，他都徹底打理造型，非常重視自己身為搖滾樂手的公眾形象，完全秉持視覺系的精神。橫須賀劍齒虎的吉他手REM也表示，當年hide即使只是出外用餐或喝酒，都會慎重的打扮好，他認為只要讓民眾看見都算是在宣傳自己。然而，hide被發現在家中窒息昏迷的時候，臉上素顏無妝，只穿著居家內衣褲。以此觀察可發現，現場的情形有違其性格，事故之發生並非本人意願。

- 以自殺動機來推斷，hide當時和女友感情穩定，沒有因感情挫折而尋死的動機。事業上，當時hide演藝事業正呈現向上高峰，音樂版圖發展順利，而事發之時恰好準備發行新單曲，醞釀多時的巡迴演唱會也近日會舉辦，他歷經多時的唱片製作及公演還未展現成果，無事業不順的自殺動機。另外1997年TOSHI退出、X JAPAN解散之後，YOSHIKI處於傷痛，hide時常鼓勵他：「以後還能再重組X、一定會找到新主唱」[99]。他也與YOSHIKI約定在2000年時重組。若因一時解散，而背棄好友約定、放棄再重組樂團的機會，也不合乎邏輯與其作風。

## 音樂風格、開創性及影響力
hide曾多次表示是接吻樂團的樂迷，特別欣賞吉他手艾斯·費利，啟蒙了他對吉他彈奏的熱愛。另外，齊柏林飛船的吉他手吉米·佩奇、史密斯飛船的吉他手喬·佩里也是他的音樂啟發者。他還表示鐵娘子樂團的首張錄音室專輯《鐵娘子》，教會他如何編排雙吉他的演奏。早年的hide十分追求吉他炫技，在開始個人活動後，便逐漸摒棄了技巧至上主義。據吉他手SUGIZO表示，hide在X JAPAN中做出了毫不保留的奉獻，並將自我的表演慾和創造力留待單飛活動時才展現出來。而且他對音樂的表現手法非常敏銳，不斷創造出新的東西，SUGIZO形容「完全是像小朋友在玩泥巴這樣的感覺在做音樂」。
在X JAPAN的五位成員中，hide是僅次於YOSHIKI的創作者，也只有他們兩人的創作有發行為樂團單曲。他也是成員中最具實驗精神的音樂人，在1989年的《BLUE BLOOD》收錄的〈Xclamation〉中，他使用了傳統印度打擊樂器。另一首他創作的〈Scars〉則具有強烈的前衛金屬條件。美國線上音樂資料庫Allmusic樂評艾列克謝·埃雷門科表示：「我們可以從1996年《DAHLIA》專輯收錄的〈Scars〉和〈Drain〉中，瞥見hide未來在工業搖滾中的音樂實驗」。《日本時報》記者菲利普·布拉索夫表示：「當hide逝世，日本重金屬也失去了最偉大的實踐創新者」。
青少年時期，hide已經展現了吉他演奏上的天分。在他加入X JAPAN後技術更顯成熟，據吉他手PATA表示，hide不論在任何場合演奏都鮮少出錯，指法非常精準，而且他總是以不在乎、率性的表情來彈奏。前任貝斯手TAIJI也說：「YOSHIKI偶爾會打鼓過快，PATA偶爾會彈得不整齊，但是HIDE基本上卻是不出錯的」。在他的音樂職業生涯初期，可以明顯發現他和X JAPAN其他成員有非常不同的實驗性。例如《HIDE YOUR FACE》的第一曲〈PSYCHOMMUNITY〉中，有四條吉他音軌和完整的弦樂部分。另一個例子是〈BLUE SKY COMPLEX〉，電吉他的音調降到Drop C，並且還有小號和電子琴在其中。他的音樂也為X JAPAN帶來不尋常的風格，其創作大部分都是前衛搖滾、另類搖滾、獨立搖滾或硬式搖滾，並且有鐵克諾音樂、放克和斯卡曲風的影子。而他的第二張個人專輯中《PSYENCE》，同名曲〈PSYENCE〉還具有爵士樂元素，其餘大多數歌曲是明顯的工業搖滾，運用了不同的吉他效果。值得注意的是，這張專輯他也負責了貝斯的彈奏。在他過世後發行的第三張《Ja,Zoo》中，樂器和歌曲的實驗性質被削弱，大多數歌曲編制都是常規的雙吉他、貝斯、鼓和鍵盤。然而，傳統鋼琴、小提琴以及哈蒙德電子琴卻出現了。
他的歌詞同時有黑暗及光明的主題。廣播電台及電視節目主持人布萊恩·路易斯說：「hide是個相當特異的音樂人。他的樂迷都知道他有非常堅定的性格，對自由非常直率，總是要大家做自己想做的事情」、「他的創作總是有非常奇特的音調，也使得X JAPAN成為令人敬重的樂團」。他也說：「在日本，許多孩子正值叛逆期，而他們聽了X JAPAN之後，成為死忠樂迷。不僅穿得像他們一樣，把樂團視為如空氣般重要的生存必需品，而且還非常尊敬樂團的成員」。DJ Maki認為他們是日本的反體制象徵。
hide是公認非常有影響力的音樂人，不僅是對當代日本音樂界，而且對他的下一代年輕音樂人更是如此。X JAPAN也被公認是視覺系的始祖和開拓者，堪比西方的華麗搖滾潮流。在X JAPAN解散後，他是唯一單飛事業最成功的成員。他影響到許多新的樂團，例如Dir en grey、D'espairsRay、MUCC、夢魘樂團、Galneryus、凡爾賽宮、Heidi.、DEATHGAZE、DuelJewel、Laputa、VIDOLL、lynch.、DaizyStripper、FLOW、MarBell、HEAD PHONES PRESIDENT、DJ OZMA、鈴木亞美、Silver Ash以及MASS OF THE FERMENTING DREGS等等。月之海主唱河村隆一表示，hide對月之海有很大的影響。美國記者尼爾·施特勞斯將他形容為日本的科特·柯本，他表示：「hide鄙視音樂界，他一直很想改變它，也渴望能擺脫流行搖滾巨星的沉重形象」。尼爾還說：「他的死讓一整個世代的樂迷，感到深深的失落，他的死也代表一種音樂類型的結束」。美國《告示牌》雜誌的東京分部負責人史蒂夫·麥克魯也同意這種看法：「他的死代表一個時代的結束。X JAPAN是視覺系的始祖，對於下一代的樂團來說，這也代表火炬已經傳到你們的手上了」。

## 公眾形象
在hide的職業生涯當中，他的衣著服飾風格千變萬化。包括早期的金屬皮衣、古典宮廷、華麗哥德、波希米亞、軍裝，以及後期的龐克、迷彩、未來、簡約休閒、拼接、漆皮西裝……等等服飾風格都在他身上出現過。但最為人注目是他的髮型，從早期倒豎的金髮、孔雀式怒髮、紅黃半屏山髮型，到鮮紅的重金屬式長髮、狂野的爆炸頭，以及後期多變的粉紅色短髮，最後也使得紅髮成為他個人專屬的招牌形象。
他帶給公眾的形象除了搖滾巨星必備的帥氣外，更多的是溫柔熱情、充滿活力的態度，同時也以非常親民、愛護樂迷著稱。例如他與樂迷貴志真由子的故事，也因為知道骨髓移植可以幫助病人而登記為骨髓捐獻者，並大力號召樂迷加入捐贈行列。X JAPAN前製作人、SONY音樂藝人發展部的津田直士說：「說到秀人對他樂迷的感情，他愛他們。有很多我可以分享的故事，但我沒法說，因為我會哭...。他很了不起」。根據音樂界內親近他的工作者透露，hide對週遭的朋友們相當溫柔，YOSHIKI也表示hide非常關心他人，是其他團員最佳的精神支柱。

## 設備
hide是BOWWOW成員山本恭司和齊藤光浩的忠實樂迷，在加入X JAPAN之前的業餘時代，他使用的是B.C. Rich 仿聲鳥電吉他，尤其愛用MG-X系列。另外他也使用Fernandes MG series電吉他，並且樂器公司推出了許多他的個人型號吉他，至今仍然可以在樂器市場中購買到。hide最著名的琴是Burny MG-X「YELLOW HEART」。另外，他曾擁有一把Gibson Les Paul電吉他，該琴的前任主人是克魯小丑吉他手米克·馬爾斯。
hide經常使用效果器，例如Rampage、whammy、whammy II等型號，這在許多X JAPAN的歌曲中都能聽到。90年代初，他在舞台上也常使用PEAVEY公司推出的擴大器。

## 作品列表
| - HIDE YOUR FACE（1994年2月23日） - PSYENCE（1996年9月2日） - Ja,Zoo（1998年11月21日） - EYES LOVE YOU（1993年8月5日） - 50％ & 50％（1993年8月5日） - DICE（1994年1月21日） - TELL ME（1994年3月24日） - MISERY（1996年6月24日） - Beauty & Stupid（1996年8月12日） - Hi-Ho/GOOD BYE（1996年12月18日） - ROCKET DIVE（1998年1月28日） - PINK SPIDER（1998年5月13日） - ever free（1998年5月27日） - HURRY GO ROUND（1998年10月21日） - TELL ME (hide with Spread Beaver)（2000年1月19日） - In Motion（2002年7月10日） - hide BEST 〜PSYCHOMMUNITY〜（2000年3月2日） - hide SINGLES 〜Junk Story〜（2002年7月24日） - KING OF PSYBORG ROCK STAR（2004年4月28日） - hide PERFECT SINGLE BOX（2005年9月21日） - hide SINGLES+PSYBORG ROCK iTunes Special!!（2006年2月8日） - We Love hide 〜The Best in The World〜（2009年4月29日） - I LOVE hide -Complete Audio Collection-（2010年4月28日） - “Musical Number”〜ROCKミュージカル ピンクスパイダー〜（2011年3月2日） - Co Gal（2014年12月10日） - tune-up hide remixes（1997年6月21日） - Psy-clone 〜hide electronic remixes〜（2002年5月22日） - PSYENCE A GO GO（2008年3月19日） - HIDE OUR PSYCHOMMUNITY（2008年4月23日） - compilation cd LEMONed（1996年5月22日） - WooFer!!（1997年12月17日） - WooFer!!2（1998年2月21日） - Cafe Le PSYENCE-hide LEMONed Compilation-（2002年5月16日） | - hide TRIBUTE SPIRITS（1999年5月1日） - hide TRIBUTE Ⅱ -Visual SPIRITS-（2013年7月3日） - hide TRIBUTE Ⅲ -Visual SPIRITS-（2013年7月3日） - hide TRIBUTE Ⅳ -Classical SPIRITS-（2013年8月28日） - hide TRIBUTE Ⅴ -PSYBORG ROCK SPIRITS- 〜CLUB PSYENCE MIX〜（2013年8月28日） - hide TRIBUTE Ⅵ -Female SPIRITS-（2013年12月18日） - hide TRIBUTE Ⅶ -Rock SPIRITS-（2013年12月18日） - Seth et Holth（1993年9月29日） - A Souvenir（1994年3月24日） - FILM THE PSYCHOMMUNITY REEL.1（1994年10月21日） - FILM THE PSYCHOMMUNITY REEL.2（1994年11月23日） - X'mas Present!（1994年12月24日） - UGLY PINK MACHINE file 1 official data file [PSYENCE A GO GO in Tokyo]（1997年2月26日） - UGLY PINK MACHINE file 2 un official data file [PSYENCE A GO GO 1995]（1997年3月26日） - seven clips（1997年6月21日） - hide presents MIX LEMONed JELLY（1997年8月21日） - マル秘X'masプレゼント'97（1997年12月24日） - hIS iNVINCIBLE dELUGE eVIDENCE（1998年7月17日） - hide A STORY 1998 hide Last Works〜121日の軌跡〜（1999年12月8日） - ALIVEST perfect stage＜1,000,000 cuts hide!hide!hide!＞（2000年12月13日） - seventeen clips〜perfect clips〜（2001年5月3日） - hide A STORY 1998 hide Last Works〜121日の軌跡〜（1999年12月8日） - hIS iNVINCIBLE dELUGE eVIDENCE（2000年7月20日） - UGLY PINK MACHINE file 1 official data file [PSYENCE A GO GO in Tokyo]（2000年10月18日） - UGLY PINK MACHINE file 2 unofficial data file [PSYENCE A GO GO 1996]（2000年10月18日） - seven clips HURRY GO ROUND（2000年10月18日） - ALIVEST perfect stage ＜1,000,000 cuts hide!hide!hide!＞（2000年12月13日） - A Souvenir TELL ME（2001年4月4日） - FILM THE PSYCOMMUNITY REEL.1（2001年4月4日） - FILM THE PSYCOMMUNITY REEL.2（2001年4月4日） - seventeen clips〜perfect clips〜（2001年5月3日） - hide presents MIX LEMONed JELLY 1997.8.26ALL NITE CLUB EVENT（2003年7月20日） - hide with Spread Beaver appear!!"1998 TRIBAL Ja,Zoo"（2005年9月21日） - ALIVE!（2008年12月3日） - We Love hide〜The Clips〜（2009年12月2日） - hide 50th anniversary FILM「JUNK STORY」（2015年12月11日） |

### 其他參與作品
| X JAPAN 參見主條目：X JAPAN作品列表 Zilch - 3・2・1（1998年7月23日） - BasTardEYES（1999年3月3日） - SKYJIN（2001年9月27日，〈Hide and Seek〉的吉他） MxAxSxS - DANCE 2 NOISE 004（1993年1月21日，〈FROZEN BUG〉） 橫須賀劍齒虎 - SABER TIGER（1985年7月） - HEAVY METAL FORCE III（1985年11月，〈VAMPIRE〉） - Devil Must Be Driven Out with Devil（1986年，〈Dead Angle〉和〈Emergency Express〉） - Origin of hide yokosuka SAVER TIGER vol.1（2001年2月21日） - Origin of hide yokosuka SAVER TIGER vol.2（2001年2月21日） - Origin of hide yokosuka SAVER TIGER vol.3（2001年2月21日，錄影帶） | 客串 - 激突（1988年） COLOR的專輯，hide參與和聲 - Shake Hand（1990年） L・O・X的專輯，hide以JACK POT HIDE名義參與和聲 - Overdoing（1992年） TOKYO YANKEES的專輯 - made in HEAVEN（1992年10月21日） TOSHI的專輯，hide在〈made in HEAVEN〉曲中客串吉他 - FLOWERS（1994年9月21日） ISSAY的翻唱專輯，hide在〈いとしのマックス〉曲中客串吉他 - SPEED BALL（1995年） D.I.E的專輯，hide在〈S.O.S.〉曲中客串吉他 - 96/69（1996年6月9日） 小山田圭吾的混音專輯，hide在〈HEAVY METAL THUNDER〉曲中客串 - 少年ナイフUltra MixUltra Mix（1997年10月22日） 少年刀的混音專輯，hide負責〈太陽之塔〉的混音 |

## 個人活動成員
- hide FIRST SOLO TOUR '94 『HIDE OUR PSYCHOMMUNITY 〜hideの部屋へようこそ〜』
  - hide – 吉他、主唱
  - RAN（日语：松川敏也）  – 吉他（TWINZER成員）
  - PATA – 吉他（X JAPAN）
  - CHIROLYN（日语：CHIROLYN） – 貝斯（DEBONAIR成員）
  - JOE – 鼓（ZIGGY成員）
  - D.I.E（日语：D.I.E.） – 鍵盤
  - I.N.A（日语：I.N.A）– 打擊樂器
- hide solo tour 1996 『PSYENCE A GO GO』
  - hide – 吉他、主唱
  - PATA – 吉他（X JAPAN成員）
  - KIYOSHI（日语：KIYOSHI） – 吉他（media youth成員）
  - CHIROLYN – 貝斯（DEBONAIR成員）
  - JOE – 鼓（ZIGGY）
  - D.I.E – 鍵盤
  - I.N.A. – 電腦採樣、打擊樂器
- hide with Spread Beaver appear!! 『1998 TRIBAL Ja,Zoo』
  - hide – 吉他、主唱
  - I.N.A. – 電腦採樣、打擊樂器
  - KIYOSHI – 吉他（MEDIA YOUTH成員）
  - CHIROLYN – 貝斯（DEBONAIR成員）
  - JOE – 鼓（ZIGGY成員）
  - D.I.E. – 鍵盤
  - K.A.Z（日语：K.A.Z (ギタリスト)） – 吉他（OBLIVION DUST（日语：オブリヴィオン・ダスト）成員）
  - PATA – 吉他（X JAPAN成員）